# Boydia
Boydia é um gênero de traça pertencente à família Agonoxenidae.